# Rock-O-Rama/Diskografie
Diese Diskografie umfasst die Veröffentlichungen des Labels Rock-O-Rama Es machte sich zunächst einen Namen als Punk-Label, bevor es 1984 durch den Erfolg des Albums Der nette Mann der Böhsen Onkelz auf den Rechtsrock-Markt umschwenkte und sich bis Mitte der 1990er zum erfolgreichsten und umsatzstärksten Rechtsrock-Label entwickelte. Neben dem Hauptlabel existieren zahlreiche Sublabels. Die Nummerierung der einzelnen Veröffentlichungen erfolgte nur zu Beginn chronologisch. Später wurden Nummern ausgelassen und bei den zahlreichen Sublabels wurden zum Teil hohe Einstiegsnummern verwendet.
Angegeben ist immer die Erstveröffentlichung. Spätere Wiederveröffentlichungen, Neuauflagen oder CD-Auflagen wurden nicht berücksichtigt.

## Hauptlabel Rock-O-Rama Records

### Punk- und unpolitische Veröffentlichungen
Zu Beginn war Rock-O-Rama ein Punklabel. Auch nach dem Wandel zum Rechtsrocklabel erschienen immer mal wieder Veröffentlichungen eigentlich unpolitischer Bands, wie zum Beispiel Condemned 84 oder Materialschlacht um den späteren Regisseur Andreas Bethmann.
| Band                 | Titel                                | Jahr | Format, Indizierung | Code       |
| -------------------- | ------------------------------------ | ---- | ------------------- | ---------- |
| Vomit Visions        | Punks Are the Old Farts of Today     | 1980 | 7’’                 | RRR0801    |
| The Razors           | Low Down Kids                        | 1980 | 7’’                 | RRRR 45000 |
| Razors               | Razors                               | 1980 | LP                  | RRR 80000  |
| OHL                  | OHL                                  | 1981 | 7’’                 | RRR0004    |
| OHL                  | Live EP                              | 1981 | 7’’                 | RRR05      |
| OHL                  | Heimatfront                          | 1981 | LP                  | RRR6       |
| Cotzbrocken          | Jedem das Seine…                     | 1981 | LP, indiziert       | RRR7       |
| Sampler              | Die Deutschen kommen                 | 1982 | LP, indiziert       | RRR 008    |
| Der Fluch            | Der Fluch                            | 1982 | LP                  | RRR 009    |
| Stress               | Stress                               | 1982 | LP                  | RRR 10     |
| Der Fluch            | Die Gesandten des Grauens            | 1982 | LP                  | RRR 011    |
| OHL                  | 1000 Kreuze                          | 1989 | LP                  | RRR 12     |
| Chaos Z              | Ohne Gnade                           | 1982 | LP                  | RRR 13     |
| B.Trug               | Lieber schwierig als schmierig       | 1982 | LP                  | RRR 014    |
| Die Alliierten       | Ruhm und Ehre                        | 1983 | LP                  | RRR 015    |
| OHL                  | Oktoberrevolution                    | 1983 | LP                  | RRR 016    |
| The Skeptix          | So the Youth                         | 1983 | LP                  | RRR 017    |
| OHL                  | Verbrannte Erde                      | 1983 | LP                  | RRR 18     |
| The Skeptix/OHL      | The Kids Are United                  | 1983 | 7’’                 | RRR 019    |
| Stosstrupp           | Wie lang noch…                       | 1983 | LP                  | RRR 20     |
| Stosstrupp           | Kein schöner Land                    | 1983 | 7’’                 | RRR 21     |
| Vorkriegsphase       | Auf in den Tod                       | 1983 | LP                  | RRR 22     |
| Vorkriegsphase       | Scheiß Krieg                         | 1983 | 7’’                 | RRR 23     |
| M.A.F.               | Hau ab…                              | 1983 | LP                  | RRR 024    |
| Brutal Verschimmelt  | Brutal Verschimmelt                  | 1983 | LP                  | RRR 25     |
| Appendix             | Money Is Not My Currency             | 1983 | LP                  | RRR 26     |
| Riistetyt            | As a Prisoner of the State           | 1983 | LP                  | RRR 27     |
| Terveet Kädet        | Halloween                            | 1983 | LP                  | RRR 28     |
| Bastards             | Siberian Hardcore                    | 1984 | LP                  | RRR 29     |
| The Nikoteens        | Aloah-Oehh                           | 1983 | LP                  | RRR 30     |
| Destrucktions        | Vox Populi                           | 1983 | LP                  | RRR 31     |
| Kansan Uutiset       | Beautiful Dreams                     | 1983 | LP                  | RRR 32     |
| Riistetyt            | Nightmares in Darkness               | 1984 | LP                  | RRR 34     |
| Combat 84            | Send in the Marines                  | 1984 | LP                  | RRR 035    |
| Terveet Kädet        | Black God                            | 1984 | LP                  | RRR 36     |
| Appendix             | Top of the Pops                      | 1984 | LP                  | RRR 37     |
| Siste Dagers Helvete | The Hell                             | 1984 | LP                  | RRR 38     |
| Sampler              | Finnish Spunk / Hard Beat            | 1984 | LP                  | RRR 41     |
| Sampler              | Propaganda live                      | 1984 | LP                  | RRR 42     |
| Body Checks          | Tätowiert + kahlgeschoren            | 1984 | LP, indiziert       | RRR 43     |
| Riistetyt/Holy Dolls | Raiskattu Tulevaisuus - Raped Future | 1984 | Split-LP            | RRR 44     |
| Vaurio               | A Shout from the Night               | 1984 | LP                  | RRR 45     |
| Böhse Onkelz         | Böse Menschen – Böse Lieder          | 1985 | LP                  | RRR 48     |
| Massacre             | Massacre                             | 1985 | LP                  | RRR 49     |
| Der durstige Mann    | Bier 4 Tot (Frankfurt Jukebox Hits)  | 1985 | LP                  | RRR 50     |
| Vortex               | Gladiator                            | 1985 | LP                  | RRR 051    |
| Böhse Onkelz         | Mexico                               | 1985 | 12’’                | RRR 55     |
| Our Neighbors Suck   | Isolation                            | 1985 | LP                  | RRR 056    |
| OHL                  | Jenseits von Gut und Böse            | 1986 | LP                  | RRR 060    |
| Vortex               | Laut + lustig                        | 1987 | LP                  | RRR 65     |
| Boots & Braces       | Wahnsinn                             | 1988 | LP                  | RRR 69     |
| Böhse Onkelz         | Freitag Nacht                        | 1988 | LP                  | RRR 72     |
| Condemned 84         | Face the Aggression, indiziert       | 1991 | CD                  | RCD 129    |
| Condemned 84         | The Boots Go Marching In             | 1991 | CD                  | RCD 143    |
| Condemned 84         | Storming to Power                    | 1992 | CD                  | RCD 180    |
| Materialschlacht     | III: Tatort Braunschweig             | 1998 | CD                  | RCD 200    |

### Rechtsrockveröffentlichungen
Ab dem Böhse-Onkelz-Debütalbum Der nette Mann (1984, RRR 40) traten vermehrt Rechtsrockveröffentlichungen hinzu. Zunächst wurden die Seriennummern noch ordnungsgemäß geführt, RRR stand für die LP-Versionen und RCD für die CD-Versionen. In der Liste berücksichtigt wird immer die Erstveröffentlichung. Ab Mitte der 1990er wurde die Listung problematisch. Es wurden mehrere Codes vergeben, Nummern ausgelassen, Sublabel-Codes für Rock-O-Rama-Veröffentlichungen vergeben, sowie eine Masse an unautorisierten Veröffentlichungen (quasi Bootlegs) veröffentlicht, zum Teil im CD-R-Format (wobei dieses auch für reguläre Veröffentlichungen verwendet wurde). Ganz diffus wird die Situation nach dem Tod Egoldts im Jahr 2005. Darauf wird in einem gesonderten Abschnitt eingegangen.
| Band                       | Titel                                          | Jahr | Format, Indizierung                   | Code        |
| -------------------------- | ---------------------------------------------- | ---- | ------------------------------------- | ----------- |
| Böhse Onkelz               | Der nette Mann                                 | 1984 | LP, indiziert und beschlagnahmt       | RRR 40      |
| Skrewdriver                | Hail the New Dawn                              | 1984 | LP, indiziert                         | RRR 046     |
| Skrewdriver                | Invasion                                       | 1980 | 7’’                                   | RRR 47      |
| Sampler                    | No Surrender                                   | 1985 | LP, indiziert                         | RRR 052     |
| Skrewdriver                | Blood & Honour                                 | 1985 | LP, indiziert                         | RRR 53      |
| Indecent Exposure          | Reveal All                                     | 1985 | LP                                    | RRR 54      |
| Brutal Attack              | Stronger Than Before                           | 1986 | LP                                    | RRR 57      |
| Public Enemy               | Englands Glory                                 | 1986 | LP                                    | RRR 58      |
| Sampler                    | No Surrender Vol. 2 – European Oi! Compilation | 1986 | LP, indiziert                         | RRR 59      |
| Snix                       | Quand le Soleil se Lévera                      | 1986 | LP                                    | RRR 61      |
| Brutal Combat              | Charles Martel                                 | 1986 | LP                                    | RRR 62      |
| Indecent Exposure          | No Looking Back                                | 1986 | LP                                    | RRR 68      |
| Endstufe                   | Der Clou                                       | 1987 | LP, indiziert und beschlagnahmt       | RRR 64      |
| Skrewdriver                | White Rider                                    | 1987 | LP                                    | RRR 66      |
| Skrewdriver                | Boots and Braces                               | 1987 | LP                                    | RRR 67      |
| Kahlkopf                   | Der Metzger                                    | 1987 | LP, indiziert                         | RRR 068     |
| Arresting Officer          | Patriotic Voice                                | 1988 | LP                                    | RRR 076     |
| Böhse Onkelz               | Häßlich                                        | 1988 | 12’’                                  | RRR 72      |
| Vengeance                  | Forward Into War                               | 1988 | LP                                    | RRR 70      |
| Brutal Attack              | As the Drum beats                              | 1988 | LP                                    | RRR 73      |
| New Glory                  | Backlash                                       | 1988 | LP                                    | RRR 74      |
| Skrewdriver                | After the Fire                                 | 1988 | LP                                    | RRR 75      |
| White Noise                | The First Assault                              | 1988 | LP                                    | RRR 77      |
| Vengeance                  | 1986                                           | 1988 | 12’’                                  | RRR 78      |
| Sudden Impact              | Storm                                          | 1988 | CD                                    | BSCD 109    |
| Skrewdriver                | Warlord                                        | 1989 | CD                                    | RRR 103     |
| Brutal Attack              | Tales of Glory                                 | 1989 | CD                                    | RCD 109     |
| The Allegiance             | Rough Justice                                  | 1989 | LP                                    | RRR 80      |
| Ian Stuart                 | No Turning Back                                | 1989 | LP                                    | RRR 82      |
| Young Blood                | Final War                                      | 1989 | LP                                    | RRR 83      |
| The Allegiance             | Don’t Bother Me                                | 1989 | LP                                    | RRR 084     |
| Sampler                    | No Surrender Vol. 3                            | 1989 | LP                                    | RRR 086     |
| Doc Marten                 | One Land to Care For                           | 1989 | LP                                    | RRR 87      |
| Sudden Impact              | Rock & Roll Rebels                             | 1989 | LP                                    | RRR 88      |
| Störkraft                  | Dreckig, kahl & hundsgemein                    | 1989 | LP, indiziert                         | RRR 89      |
| Skrewdriver                | Boots & Braces / Voice of Britain              | 1990 | CD                                    | RCD 106     |
| Endstufe                   | Skinhead Rock’n’Roll                           | 1990 | CD                                    | RCD 111     |
| Ian Stuart                 | Slay the Beast                                 | 1990 | CD                                    | RCD 113     |
| Brutal Attack              | Steel Rolling On                               | 1990 | LP                                    | RCD 114     |
| Kahlkopf                   | Soldat                                         | 1990 | CD, indiziert                         | RCD 115     |
| Skrewdriver                | The Strong Survive                             | 1990 | LP                                    | RCD 132     |
| Sampler                    | No Surrender Vol. 4                            | 1990 | CD                                    | RCD 134     |
| Arresting Officers         | Land and Heritage                              | 1990 | LP                                    | RRR 91      |
| Ultima Thule               | Hurra för Nordens Länder                       | 1990 | LP                                    | RRR 92      |
| Bound for Glory            | Warriors Glory                                 | 1990 | LP, indiziert                         | RRR 95      |
| Elite Terror               | Flame of Pride                                 | 1990 | LP                                    | RRR 96      |
| The Mad hatters            | The One…the Only                               | 1990 | LP                                    | RRR 97      |
| Lionheart                  | Chasing Dreams                                 | 1990 | LP                                    | RRR 99      |
| White Noise                | Reckless Aggression!                           | 1990 | LP                                    | RRR 100     |
| Störkraft                  | Mann für Mann                                  | 1990 | LP, indiziert                         | RRR 101     |
| Empire                     | The Empire Strikes back                        | 1990 | LP                                    | RRR 105     |
| Endstufe/Volksgemurmel     | Allzeit bereit                                 | 1990 | Split-LP, indiziert und beschlagnahmt | RRR 106     |
| Ian Stuart                 | No Turning Back                                | 1991 | CD                                    | RCD 110     |
| No Remorse                 | Blood Against Gold                             | 1991 | CD                                    | RCD 118     |
| Skullhead                  | Odin’s Law                                     | 1991 | CD                                    | RCD 121     |
| Sampler                    | No Surrender Vol. 1 + 2                        | 1991 | CD, indiziert                         | RCD 123     |
| Sampler                    | Gods of War Vol. 1 + 2                         | 1991 | CD                                    | RCD 124     |
| Werwolf                    | Vereint                                        | 1991 | CD, indiziert                         | RCD 127     |
| The Klansmen               | Fetch the Rope                                 | 1991 | CD                                    | RCD 128     |
| Squadron                   | Take the Sword                                 | 1991 | CD                                    | RCD 130     |
| Skullhead                  | Cry of Pain                                    | 1991 | CD, indiziert                         | RCD 133     |
| Bound for Glory            | When the Hammer Falls                          | 1991 | CD                                    | RRR 139     |
| Brutal Attack              | Lost & Found                                   | 1991 | CD                                    | RCD 140     |
| The Klansmen               | Rebel With a Cause                             | 1991 | CD                                    | RCD 141     |
| White Diamond              | The Reaper                                     | 1991 | CD                                    | RCD 142     |
| Ian Stuart                 | Patriot                                        | 1991 | CD                                    | RCD 144     |
| Werwolf                    | Schlachtruf                                    | 1991 | CD                                    | RCD 145     |
| Märtyrer                   | Stolz                                          | 1991 | CD                                    | RCD 146     |
| Skrewdriver                | Live and Kicking                               | 1991 | CD                                    | RCD 147     |
| Skullhead                  | White Warrior                                  | 1991 | CD                                    | RCD 154     |
| Skrewdriver                | The Early Years                                | 1991 | CD                                    | RCD 155     |
| Sampler                    | Gods of War Vol. 3 & Vol. 4                    | 1991 | CD                                    | RCD 156     |
| The Klansmen               | Rock’n’Roll Patriots                           | 1991 | CD                                    | RCD 157     |
| Rogues                     | Zero Street                                    | 1991 | CD                                    | RCD 158     |
| Störkraft                  | Live 1991                                      | 1991 | CD, indiziert                         | RCD 159     |
| Ian Stuart & Stigger       | Patriotic Ballads                              | 1991 | CD                                    | RCD 160     |
| No Alibi                   | The Wickedness of Mankind                      | 1991 | CD                                    | RCD 161     |
| Bomber                     | Das Böse lebt                                  | 1991 | CD                                    | RCD 162     |
| Ian Stuart & Stigger       | Patriotic Ballads II – Our Time Will Come      | 1992 | CD                                    | RCD 119     |
| Cross                      | Rise and Conquer                               | 1992 | CD                                    | RCD 163     |
| Skrewdriver                | Freedom What Freedom                           | 1992 | CD                                    | RCD 164     |
| Radikahl                   | Retter Deutschlands                            | 1992 | CD, indiziert                         | RCD 165     |
| Ian Stuart & Rough Justice | Justice for the Cottbus Six                    | 1992 | CD                                    | RCD 167     |
| Vacant Lot                 | Stay Mental                                    | 1992 | CD                                    | RCD 170     |
| Sturmtrupp                 | Es geht voran                                  | 1992 | CD, indiziert                         | RCD 171     |
| Rival                      | We Got the Right                               | 1992 | CD                                    | RCD 172     |
| Wotan                      | Die letzten Helden                             | 1992 | CD, indiziert                         | RCD 174     |
| Evil Skins                 | Une Force, une Causem Un Combat                | 1992 | CD                                    | RCD 175     |
| Freikorps                  | Land meiner Väter                              | 1992 | CD, indiziert und beschlagnahmt       | RCD 178     |
| Bound for Glory            | Over the Top                                   | 1992 | CD, indiziert                         | RCD 179     |
| Oi Dramz                   | Oi Dramz                                       | 1992 | CD, indiziert                         | RCD 181     |
| Werwolf                    | Ewige Narben                                   | 1992 | CD                                    | RCD 187     |
| Brutal Attack              | Resurrection                                   | 1992 | CD                                    | RCD 192     |
| White American Youth       | Walk Alone                                     | 1992 | LP                                    | RRR 123     |
| Chauves Pourris            | Vaterland                                      | 1992 | LP                                    | RRR128      |
| Fortress                   | Fortress                                       | 1992 | MLP                                   | RRR 130     |
| Brutal Attack              | Into Apocalypse                                | 1992 | LP                                    | RRR 131     |
| Märtyrer                   | Hammer Hart                                    | 1992 | LP, indiziert                         | RRR 136     |
| Oi Dramz                   | Ü-Raum Tape 1992                               | 1992 | CD, indiziert                         |             |
| Märtyrer                   | Schuldig!                                      | 1993 | Maxi-CD                               |             |
| Oi Dramz                   | Gesichter der Gesellschaft                     | 1993 | CD                                    | OCD-1       |
| Endstufe                   | Glatzenparty                                   | 1993 | CD                                    | RCD 184     |
| Sturmtrupp                 | Kraft und Einigkeit                            | 1993 | CD                                    | RCD 185     |
| Störkraft                  | Mordbrenner – Ihr gehört nicht zu uns!         | 1993 | Maxi-CD                               | RCD191      |
| Boots Brothers             | Die Sonne wird wieder scheinen                 | 1993 | CD                                    | RCD 193     |
| Skrewdriver                | Land on Fire                                   | 1994 | CD, indiziert                         | ICD 02      |
| Freikorps                  | Wie die Wikinger                               | 1994 | CD                                    | RCD 295     |
| Sturmtrupp                 | Bis in alle Ewigkeit                           | 1994 | CD                                    | RCD 207     |
| Sampler                    | Fußball ist unser Leben!                       | 1996 | CD-R                                  | KS 003      |
| Sudden Impact              | White Heat                                     | 1996 | CD                                    | NOR006      |
| Hauptkampflinie            | Zwischen allen Fronten                         | 1997 | CD-R                                  | RCD 212     |
| Notwehr                    | Schreie in der nacht                           | 1998 | CDr                                   | DiKo 104    |
| Notwehr                    | Helden der Zeit                                | 1998 | CDr                                   | DIKO CD 107 |
| Sampler                    | Gewaltige Lieder – Frankreich ’98              | 1998 | CDr                                   |             |
| Böhse Onkelz               | Stunde des Siegers – Die Rock-O-Rama Jahre     | 1998 | CD                                    | RCD666      |
| Freikorps                  | Eisernes Kreuz                                 | 1998 | CD                                    | RCD 215     |
| Endstufe                   | Wir kriegen euch alle                          | 1999 | CD                                    | RCD 218     |
| Radikahl                   | Wilde Horden                                   | 1991 | CD, indiziert                         | RCD 140     |
| Sampler                    | Gewaltige Lieder Vol. 2                        | 2000 | CD                                    | EM 00       |
| Sampler                    | Weihnachten 2000                               | 2000 | CD-R                                  | WH 2000     |
| Holsteiner Jungs           | Polizeistaat 2000                              | 2000 | MCD                                   | RCD 225     |
| Holsteiner Jungs           | Jetzt kommt unsere Zeit                        | 2001 | CD                                    | RCD 202     |
| 08/15                      | Die Schonzeit ist vorbei                       | 2001 | CD                                    | RCD 2001    |
| Sampler                    | Weihnachten 2001 Vol. 1                        | 2001 | CD-R                                  | WH 2001     |
| Sampler                    | Weihnachten 2001 Vol. 2                        | 2001 | CD-R                                  | WH 2001     |
| Hauptkampflinie            | Unternehmen Deutschland                        | 2002 | CD                                    |             |
| Blasphemie                 | Das Reich erwacht                              | 2002 | CD                                    | RCD 204     |
| Bollwerk                   | Die besten Jahre                               | 2002 | CD                                    | ROR125      |
| Sampler                    | Skinheads – Parole Spaß Vol. 2                 | 2003 | CD                                    | RCD 201     |
| Blasphemie                 | Transfusion                                    | 2003 | CD                                    | RCD 208     |
| Sturmwehr                  | Mit festem Schritt…                            | 2003 | CD                                    | RCD 209     |
| Freikorps                  | Ein bisschen Spaß                              | 2003 | CD-R                                  | RCD 214     |
| Hauptkampflinie            | Tomorrow Belongs to Me                         | 2003 | CD                                    | RCD 216     |
| Holsteiner Jungs           | Flaschen & Fäuste                              | 2004 | CD                                    | RCD 220     |

### Veröffentlichungen nach Egoldts Tod
Die rechtliche Situation nach Herbert Egoldts Tod ist ungeklärt. Ein Label aus Nordrhein-Westfalen führt den Tonträgervertrieb weiter und veröffentlichte auch neue Aufnahmen sowie Archivmaterial.
| Band                | Titel                                                               | Jahr | Format, Indizierung | Code     |
| ------------------- | ------------------------------------------------------------------- | ---- | ------------------- | -------- |
| Störkraft           | Wir sind wieder da!                                                 | 2007 | CD/LP               | RCD 1001 |
| Störkraft           | Hundsgemeine Männer                                                 | 2007 | CD/LP               | RCD 1002 |
| Oidoxie             | Kann denn Glatze Sünde sein?                                        | 2007 | LP/CD               | RRR 1007 |
| Skrewdriver         | Mother Europe                                                       | 2007 | CD                  | RCD 223  |
| Sturmtrupp          | Die frühen Jahre                                                    | 2008 | LP/CD               | RCD 224  |
| Holsteiner Jungs    | Polizeistaat 2000                                                   | 2007 | CD                  | RCD 225  |
| Sturmwehr           | Zerschlag deine Ketten                                              | 2008 | LP/CD               | RCD 1004 |
| Adrenalin           | Bootboys Bremen                                                     | 2008 | LP/CD               | RRR 1006 |
| Kraftschlag         | Deutsch geboren                                                     | 2008 | LP/CD               | RCD 1010 |
| Ravens Wing         | Through the Looking Glass                                           | 2008 | LP/CD               | RCD 1012 |
| Sampler             | Rock-O-Rama Records … Nach 30 Jahren Lieder Aus Der Punk-Ära Teil 1 | 2008 | LP/CD               | RRR 1013 |
| Sampler             | Rock-O-Rama Records … Nach 30 Jahren. Lieder Aus Der RAC-Ära Teil 2 | 2008 | LP/CD               | RRR 1014 |
| Systemgegner/My War | Unser Name ist Programm                                             | 2010 | Split-CD            | RCD 1008 |
| Frontalkraft        | Schwere Zeiten                                                      | 2011 | 2CD                 | RCD 1011 |
| Vollpfosten         | Buben mit Überdruck                                                 | 2011 | CD                  | RCD 1015 |

## Sublabels

### Einzelkennzeichnungen
- BACD 1: Die Bagaluten: Das Ärgärniss (CD)
- FLUT 001: Fluthilfe 2002 (Kompilation-CD, 2002)
- GLORY CD 1: White Diamond: The Power and the Glory (CD, 1992)
- KZCD 1: Skinheads - Parole Spaß (Kompilation-CD)
- NO-1: No Remorse: Son of Odin (Bootleg-CD, indiziert)
- OCD 1: Oi Dramz: Gesichter der Gesellschaft (CD, 1993)
- RADCD 1: Radikahl: Wach Auf! (CD, 1996)
- TRCD 1: Stars and Stripes: Shaved for Battle (Bootleg-CD)
- XYZ 001: Elbsturm: Der Elbsturm (CD, 1995)

### ALCD
Die meisten Veröffentlichungen dieses CD-Labels („A.L. Records“) erschienen ohne Jahresangabe. Sie sind hier nach Seriennummer sortiert. Es handelt sich meist um Rereleases der Rechtsrock-Veröffentlichungen, aber auch neue Alben wurden veröffentlicht.
- ALCD 01: Böhse Onkelz: Was kann ich denn dafür (Kompilation, 1989)
- ALCD 002: Böhse Onkelz: Freitag Nacht / Mexico (Kompilation zweier Alben)
- ALCD 003: Störkraft: Wikinger (1996)
- ALCD 4: Skrewdriver: Hail Victory (1994, indiziert)
- ALCD 5: Condemned 84: The Boots Go Marching In
- ALCD 6: Arbeiterklasse: Arbeiterklasse (1993)
- ALCD 7: Vortex: Gladiator/Laut + Lustig
- ALCD 8: Boots Brothers: Aus der Hölle
- ALCD 9: Ian Stuart & White Diamond: The Power & The Glory
- ALCD 10: Endstufe: Schütze deine Kinder (1994)
- ALCD 11: Freikorps: Wie die Wikinger (1994)
- ALCD 12: Elbsturm: Alles ist so dreckig… (1997)
- ALCD 13: Holsteiner Jungs: Wir geben niemals auf! (1997)
- ALCD 14: Endstufe: Glatzenparty (1993)
- ALCD 15: Störkraft: Gib niemals auf (Kompilation)
- ALCD 16: Werwolf: Schlachtruf
- ALCD 17: Freikorps: Immer und ewig
- ALCD 18: Odins Erben: Asgard, wir kommen! (1995)
- ALCD 19: Holsteiner Jungs: Zurück auf den Straßen (1998)
- ALCD 20: Elbsturm: Sei stolz auf dich
- ALCD 21: Endstufe: Die Welt gehörte uns (Single, 1995)
- ALCD 22: Böhse Onkelz; Mexico
- ALCD 23: Combat 84: Send in the Marines!
- ALCD 24: Condemned 84: Face the Aggression (1995), indiziert[1]
- ALCD 25: Condemned 84: Storming to Power
- ALCD 26: Hart und heftig: Lieder zum Bier
- ALCD 27: Brutal Combat: Charles Martel
- ALCD 028: Fortress: Fortress (CD-R)
- ALCD 029: Brutal Attack: Resurrection
- ALCD 030: Cross: Rise and Conquer (unautorisierte Veröffentlichung)
- ALCD 032: Bound For Glory: Over the Top (1992, indiziert)
- ALCD 033: No Alibi: Wickedness of Mankind
- ALCD 034: White American Youth: Walk Alone
- ALCD 035: Hauptkampflinie: Zwischen allen Fronten
- ALCD 036: The Klansmen: Rock’n’ Roll Patriots (CD-R)
- ALCD 037: Skrewdriver: The Early Years (Kompilation)
- ALCD 038: Werwolf: Ewige Narben
- ALCD 039: Skrewdriver: The Strong Survive
- ALCD 040: Gods Of War Vol. 1 & Vol. 2 (Kompilation)
- ALCD 042: Toitonen: Walhalla ruft
- ALCD 042: Störkraft Solo: Jörg & Die Bagaluten (Soloalbum von Störkraft-Sänger Jörg Petritsch)
- ALCD 043: Böhse Onkelz: Freitag Nacht (Kompilation)
- ALCD 046: Die Alliierten; Ruhm und Ehre
- ALCD 047: Brutal Attack: Stronger Than Before
- ALCD 048: Brutal Attack: We Won’t Run

### BHCD
BHCD war ein weiteres Sublabel mit CD-Veröffentlichungen von Rock-O-Rama. Zwischen 1994 und 2000 war BHCD das Hauptlabel von Rock-O-Rama.
- BHCD 10: Rival: The True Will Survive (1994)
- BHCD 11: Rogues: Lost Generation (1994)
- BHCD 12: Sturmtrupp: Bis in alle Ewigkeit (1994)
- BHCD 14: Bomber: Falsche Freunde (1994)
- BHCD 15: Oi Dramz: Skinhead (1994)
- BHCD 16: Endstufe: Schütze deine Kinder (1994)
- BHCD 17: Liberty 37: Under Siege (1994)
- BHCD 18: Mad Martens: Das Beste am Norden (1995)
- BHCD 19: Freikorps: Wie die Wikinger (1995)
- BHCD 20: Rival: Take It Back (1995)
- BHCD 21: Rogues: march of the Damned (1995)
- BHCD 22: Gassenhauer: Presse der Lüge (1996)
- BHCD 23: Starkstrom: Alte Zeiten (1995)
- BHCD 24: Boots Brothers: Aus der Hölle (1996)
- BHCD 25: Odins Erben: Asgard, wir kommen! (1996)
- BHCD 26: Elbsturm: Sei stolz auf dich (1997)
- BHCD 27: Rebellen: Sinnlos!? (1997)
- BHCD 28: Bomber: Geld regiert die Welt (1997)
- BHCD 29: Tollwut: Tollwut Vol. 2 (1997)
- BHCD 30: Hart und Heftig: Lieder zum Bier (1997)
- BHCD 31: Rock'G'Socks: Böser Spaß (1997)
- BHCD 32: Oithanasie: Räudig – Das macht mir gar nix (1997)
- BHCD 33: Die Moite: Skinheadsongs (1997)
- BHCD 34: Bomber: Das Tier (1997)
- BHCD 35: Sturmwehr: Deutschland (1998)
- BHCD 36: Zerstörer: Kommt Zeit, kommt Rat (1998)
- BHCD 37: Shock troops: Parasiten (1998)
- BHCD 38: Elbsturm: Alles ist so dreckig (1997)
- BHCD 41: Freikorps: Volk und Vaterland (1998)
- BHCD 42: Zerstörer: Nahrung für den Geist (1998)
- BHCD 43: Kai Freikorps: Heil Odin! (1998)
- BHCD 44: Fahnentreue: Tag des Sieges
- BHCD 45: Entwarnung: Deutsche Balladen
- BHCD 46: Sturmwehr: Bis zum Ende (Till The End) (1998, indiziert)
- BHCD 47: Freikorps: Eisernes Kreuz (1998)
- BHCD 48: Hart und Heftig: Hoyerswerda (1999)
- BHCD 49: Zerstörer: Bis zum letzten Mann (1999)
- BHCD 50: 1999 – Wir bleiben dran (Sampler, 1999)
- BHCD 51: Bollwerk: Unveröffentlichte Lieder 1991–1993 (Kompilation, 1999)
- BHCD 52: Froidenspender: Froidenspender (1999)
- BHCD 53: Oithanasie: Seuchenherd (1999)
- BHCD 54: Sturmbrigade: Clockwork Party (1999)
- BHCD 55: Terror 99: Irgendwann ist es zu spät (1999)
- BHCD 56: Tollwut: Wahrheit oder Lüge? (1999)
- BHCD 57: Sturmwehr: Tief in meinem Herzen (2000)
- BHCD 58: Entwarnung: Ich sehe einen Staat (1999)
- BHCD 59: Freikorps: Skinheads 99 (1999)
- BHCD 60: Lionheart: Don't Come Near Me (2000)
- BHCD 61: Rollkommando: Es ist Krieg (2000)
- BHCD 62: Freikorps: Ein bisschen Spaß (Kompilation, 2000)
- BHCD 64: Bulldog: Geh mir aus dem Weg (2000)
- BHCD 65: Freikorps: Die frühen Jahre (2000)
- BHCD 66: Freikorps: Odins Helden (2000)
- BHCD 67: Panzerfaust: Herz des Reichs (CD-R, 2001)
- BHCD 68: Blasphemie: Das Reich erwacht (2002)
- BHCD 100: Nordland (Sampler)
- BHCD-101: Combat 84: Send in the Marines!

### Brutal Attack Records
Über das Label Brutal Attack Records wurden verschiedene CD-Kompilationen von Brutal Attack veröffentlicht, wobei der Bandname als Ken McLellan and Brutal Attack angegeben war.
- BRCD 001: The Rockin’ Side
- BRCD 002: The Wolf… Patriotic Ballads
- BRCD 003: Free from the Grave
- BRCD 004: We Are White Noise!

### BSCD
Unter dem Kürzel BSCD erschienen 1995 einige Rereleases internationaler Bands auf CD. Auf späteren Neupressungen befand sich als Labelname International Records, ob dies wirklich den Labelnamen darstellt, ist umstritten.
- BSCD 100: Nordland (Kompilation)
- BSCD 101: Combat 84: Send in the Marines!
- BSCD 102: Vengeance: Out of the Darkness
- BSCD 103: Brutal Combat: Charles Martel
- BSCD 104: Vengeance: 1986
- BSCD 105: Public Enemy: England’s Glory
- BSCD 106: Snix: Quand Le Soleil Se Lévera
- BSCD 107: Young Blood: Final War
- BSCD 108: Lionheart: Chasing Dreams
- BSCD 109: Sudden Impact: Storm
- BSCD 110: New Glory: Backlash

### Demo CD Series
Die Demo CD Series beinhaltete alte Demoaufnahmen diverser Bands auf CD, die oft gegen den Willen der Betroffenen veröffentlicht wurden.
- DEMOCD 1000: Oithanasie: Chaoten (Alles für Deutschland V) (1996)
- DEMOCD 1000: Kraft durch Froide/Ragnaröck: Sieg und Vaterland/Endlich (1995)
- DEMOCD 1001: Anti Müsli Fraktion/Neue Rasse: Live in Nürnberg 1984/Angriff (1995)
- DEMOCD 1002: Rollkommando/Neue Einheit: Kampf fürs Vaterland/Für Deutschland (1995)
- DEMOCD 1003: Demosampler I und II (1995)
- DEMOCD 1004: Demo 93 und 94/Balladen Demosampler (1995)

### Endstufe Records
Es erschienen ausschließlich Alben der Bremer Rechtsrock-Band Endstufe auf diesem Sublabel. Eine Ausnahme stellte Adrenalin dar, ein Sideproject des Endstufe-Sängers Jens Brandt.
- ENCD 01: Die Welt gehörte uns (1995)
- ENCD 02: Victory
- ENCD 03: Wir kriegen euch alle… (1998)
- ENCD 04: Renees, wir lieben euch (1999)
- ENCD 05: Wir sind die Strasse (2000)
- ENCD 06: Bootboys Bremen (Adrenalin) (2001)

### Erazerhead Records
1986 gegründetes Sublabel für Hardcore Punk mit nur zwei Veröffentlichungen.
- 1986: C.O.P.: Ever Alone (LP, ERH 100)
- 1986: H.I.C. System: Slut (LP, ERH 101)

### Evil Records
Das aus Frankreich operierende Sublabel veröffentlichte zwei Tonträger der französischen Rechtsrock-Band Evil Skins.
- EVIL 2: Une force, une cause, un combat (LP, 1987)
- EVIL 003: Docteur Skinhead (7’’, 1995)

### First Floor Records
Das Sublabel veröffentlichte von 1983 bis 1988 Bands aus den Bereichen New Wave, Synthie-Pop, Gothic Rock und Dark Wave.
- 1983: They Must Be Russians: Chains (12’’, FF1)
- 1983: They Must Be Russians: They Must Be Russians (LP, FF2)
- 1984: Saigon: Gothic Bop (7’’, FF3)
- 1984: Saigon: Reunion(LP, FF4)
- 1984: Saigon: Gothic Bop (12’’, FF5)
- 1988: Release the Bats: Ever Pleasant Smile (LP, FF6)
- 1988: Above the Ruins: Songs of the Wolf (LP, FF8)

### Harte Zeiten Records
Auf dem Label erschien einzig die Samplerreihe Harte Zeiten – Harte Pflichten! mit Vol. 1 bis Vol. 6. Kürzel war HZCD.

### Ian Records
Auf Ian Records erschienen 1990 zwei Skrewdriver-Kompilationen namens Early Years (Vol. 1: IAN 001; LP und Vol. 2: IAN 002; MLP), die Material aus der vorpolitischen All-Skrewed-Up-Phase enthielten.

### Indiziert Records
Auf diesem Sublabel erschienen gekürzte Versionen älterer Alben ohne die Songs, die als Indizierungsgrundlage für die Bundesprüfstelle für jugendgefährdende Schriften (BPjS) verwendet wurden.
- INDCD 01: Störkraft: Die Rache sei dein… (CD, 1998)
- INDCD 02: Störkraft: Steh auf… (CD, 1998)
- INDCD 03: Werwolf: Herz aus Stahl (CD, 1998)
- INDCD 04: Diktator: Keiner hört mein Schreien (CD, 1998)
- INDCD 05: Bomber: König der Nacht (CD, 1998)
- INDCD 06: Sturmtrupp: Es geht voran (CD, 1998)

### ISD Records
Mit dem gleichnamigen Label von Blood & Honour hatte dieses Sublabel nichts zu tun, auch wenn, bis auf Radikahl, nur Alben von Skrewdriver auf dem Label erschienen.
- ICD 01: Skrewdriver: Hail Victory (CD, indiziert, 1994)
- ICD 02: Skrewdriver: Land on Fire (CD, indiziert)
- ILP 03: Skrewdriver: White Power (LP, 2005)
- ICD 03: Skrewdriver: White Power (CD)
- ICD 04: Skrewdriver: The Ultimate Live Show (CD)
- ICD 05: Skrewdriver: White Power - Vol. 2 (CD)
- ICD 25: Radikahl: Wilde Horden (CD)

### Klan Records
Über dieses britische Sublabel erschienen alle vier Alben von The Klansmen um Ian Stuart.
- 1989: Johnny Joined the Klan (12’’-EP, KLAN 1 T)
- 1989: Fetch the Rope (LP, KLAN 6)
- 1989: Rebel With a Cause (LP, KLAN 7)
- 1991: Rock’n’Roll Patriots (LP, KLAN 8)

### Kraft Records
Zwei Kompilationen von Störkraft erschienen nach der Auflösung der Band über dieses Label.
- 1996: Wikinger (CD, KRCD 1)
- 2000: Wir sind die Kraft (CD, KRCD 2, indiziert)

### KS-Quietscheentchen Produktionen
Für Kategorie C gegründetes Sublabel.
- 1998: Kategorie C: Fußballfest ’98 (CD, KS 001)
- 1998: Kategorie C: Sport frei (CD, KS 002, indiziert)
- 2004: Fußball ist unser Leben (CD-Sampler, KS 003)
- 2007: Sport frei 98 (CD-Sampler)[5]

### Märtyrer Records
Exklusiv für Märtyrer gegründet.
- 1993: Könige der Nacht (LP, MLP 1)
- 1993: Könige der Nacht (CD, MCD 1)
- 1993: Schuldig! (CD, MCD 2, indiziert)

### Mid Records
Von 1998 bis 1999 erschienen diverse Skrewdriver-CDs unter dem Titel History Vol. 1 bis Vol. 9 sowie die Wotan-CD Stolz (MICD 3). Indiziert wurden die CDs History Vol. 7 und Stolz.

### Norddeutscher Records
Für die beiden Sampler Norddeutscher Sampler Vol. 1 (1993, NDCD 01) und Vol. 2 (1998, NDCD 2) verwendetes Label.

### Nordland Records
Mit der gleichnamigen skandinavischen Plattenfirma sowie dem Punk-Label hatte dieses Sublabel nichts zu tun.
- NOR 001: No Remorse: This Land Is Ours (CD)
- NOR 002: Nordland - Best of… Vol.1 (CD-Kompilation)
- NOR 003: Division Wiking: Land im Norden (CD)
- NORCD 004: Nordland - Best of… Vol.2 (CD-Kompilation)
- NORCD 005: Nordland - Best of… Vol.3 (CD-Kompilation)
- NOR 006: Sudden Impact: White Heat (CD)
- NORCD 007: No Remorse: Shadow of Death (CD)
- NORCD 008: Heldentreue: Odin ruft… (CD)
- NORCD 009: Kampfruf: Deutsche Musik (CD)

### Pro Records
Beide Alben der Punk-/Oi!-Band 4 Promille wurden ohne Einwilligung der Band auf diesem Label veröffentlicht. Zu dieser Zeit handelte es sich um ein Soloprojekt des ehemaligen Störkraft-Gitarristen Volker Grüner.
- 1995: Trinken und fahren (PROCD 200)
- 1995: War das sein bester Freund (PROCD 201)

### RAC Records
Label für Veröffentlichungen der Band No Remorse.
- 1989: See You in Valhalla (LP, RAC 5)
- 1989: The New Stormtroopers (LP, RAC 8)
- 1989: Blood Against Gold (LP, RAC 9)

### Skull Records
Rock-O-Rama erwarb 1997 die Rechte an einigen Veröffentlichungen des Labels Skull Records und veröffentlichte zwischen 1997 und 1998 einige Alben neu.
- siehe Skull Records#Rock-O-Rama-Neuauflagen

### Steelbreaker Records
1992 versuchte Egoldt wieder einige unpolitische Bands unter Vertrag zu nehmen. So erschienen 1992 zwei Hardcore-Punk-/Thrash-Metal-Alben unter dem Namen Steelbreaker Records.
- 1992: The Final Demise: The Power of Suggestion (STEELCD 01)
- 1992: Stigmata: The Heart Grows Harder (STEELCD 02)

### Störkraft Records

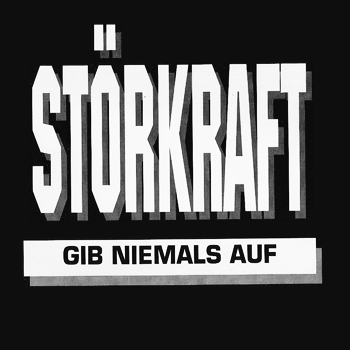
Cover der Störkraft-MCD Gib niemals auf (1996)

Ohne Einwilligung der zwischenzeitlich aufgelösten Band erschienen 1996 diverse Singles und eine Live-EP von Störkraft unter dem Labelnamen Störkraft Records.
- STCD 101: Wir sind wieder da! (MCD)
- STCD 102: Skinhead Girl (MCD)
- STCD 103: Gib niemals auf (MCD)
- STCD 104: Bier, Wein, Weiber und Gesang (MCD)
- STCD 105: Konzert für Froinde (MCD)

### Street Rock’n’Roll

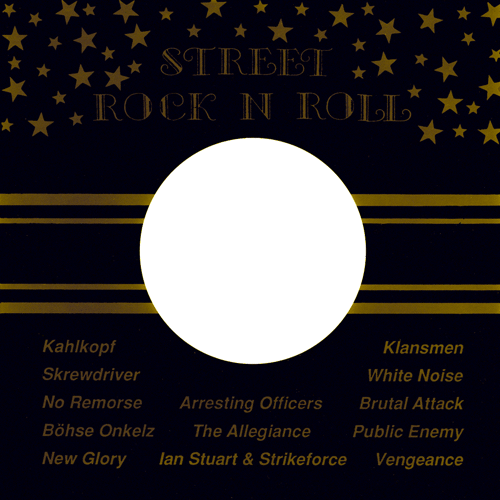
Single-Sleeve von Street Rock’n’Roll

Unter dem Labelnamen Street Rock’n’Roll erschienen zwischen 1989 und 1991 verschiedene Singles des Labels. 2005, zum Start der Website von Rock-O-Rama, wurden vier weitere Singles unter diesem Label veröffentlicht. Ein Großteil der Singles erschien in einem neutralen Sleeve und wurde ohne Booklet oder Cover veröffentlicht.
- 1989: Skrewdriver: Alabama (SR 001)
- 1989: Brutal Attack: Freedom Fighter (SR 002)
- 1989: Vengeance: Vengeance (SR 003)
- 1989: Vengeance: Fight for Your Life (SR 004)
- 1989: The Klansmen: Reich’N’Roll (SR 005)
- 1989: New Glory: Sarge (SR 006)
- 1989: Arresting Officers: Evil Has Landed (SR 007)
- 1989: No Remorse: See You in Valhalla (SR 008)
- 1989: No Remorse: Son of Odin (SR 009)
- 1989: Böhse Onkelz: Stolz (SR 010)
- 1989: Böhse Onkelz: Was kann ich denn dafür (SR 011)
- 1989: White Noise: Sick Mind (SR 012)
- 1989: White Noise: Clockwork Violence (SR 013)
- 1989: Public Enemy: For You (SR 014)
- 1989: Kahlkopf: Nasse Katze (SR 015)
- 1989: The Allegiance: Rough Justice
- 1989: Brutal Attack: Tales of Glory (SR 017)
- 1989: Brutal Attack: The Blood Is Strong (SR 018)
- 1989: Skrewdriver: Land of Ice (SR 019)
- 1989: No Remorse: The New Stormtroopers (SR 020)
- 1989: Ian Stuart and Strikeforce: It’s a Hard Road (SR 021)
- 1989: Ian Stuart and Strikeforce: No Turning Back (SR 022)
- 1989: Sudden Impact: God of Thunder (SR 023)
- 1989: The Croydon Criminals: When the Boat Comes In (SR 024)
- 1989: Brutal Attack: The Hungry and The Hunted (SR 025)
- 1989: Young Blood: Boot Boys (SR 026)
- 1989: Skrewdriver: Their Kingdom Will Fall (SR 027)
- 1989: Skrewdriver: The Evil Crept In (SR 028)
- 1989: Doc Marten: Your Time Will Come (SR 029)
- 1989: The Klansmen: Rebel With a Cause (SR 030)
- 1990: The Klansmen: Join the Klan (SR 031)
- 1990: No Remorse: We Rise Again (SR 032)
- 1990: Störkraft: Terror (SR 033)
- 1990: Störkraft: Störkraft (SR 034)
- 1990: Skullhead: Blame the Bosses (SR 035)
- 1990: Skullhead: Townmoor Festival (SR 036)
- 1990: Sudden Impact: Hail the Warriors (SR 037)
- 1990: Skrewdriver: You’re So Dumb (SR 038)
- 1990: Skrewdriver: Streetfight (SR 039)
- 1990: Ian Stuart: Radar Love (SR 040)
- 1990: Squadron: Full of Shit (SR 041)
- 1990: Brutal Attack: Fists Of Steel (SR 042)
- 1990: Endstufe: Deutschland, wir stehen zu dir (SR 043)
- 1990: Endstufe; Schenk noch einen ein (SR 044)
- 1990: Bound for Glory: Payback (SR 045)
- 1990: Bound for Glory: 100% (SR 046)
- 1990: Elite Terror: Elite Terror (SR 047)
- 1990: The Mad Hatters: No Time to Lose (SR 048)
- 1990: Lionheart: Bled Dry (SR 049)
- 1990: White Noise: Ace of Spades (SR 050)
- 1990: White Noise: On the Streets (SR 051)
- 1990: Skrewdriver: Stand Proud (SR 052)
- 1990: Skrewdriver: Warzone (SR 053)
- 1990: Störkraft: Imperator der Gewalt (SR 054)
- 1990: Störkraft: In ein paar Jahren (SR 055)
- 1990: Störkraft: Mann für Mann (SR 056, indiziert)
- 1990: Störkraft: Söldner (SR 057)
- 1990: Störkraft: Phönix aus der Asche (SR 058)
- 1990: Störstufe: Parole Spaß (SR 059, bis 2018 indiziert[2]) (Projekt aus Mitgliedern von Endstufe und Störkraft)
- 1990: Bound for Glory: Assassination (SR 060)
- 1990: White Diamond: Hard Road (SR 061)
- 2005: Skrewdriver: Our Pride Is Our Loyalty (SR 100)
- 2005: Skrewdriver: Flying the Flag (SR 101)
- 2005: Skrewdriver: Skrew You (SR 102)
- 2005: Skrewdriver: Tearing Down the Wall (SR 103)

### U.N.I.T.E.D. Records
Über U.N.I.T.E.D. records wurden ab 1998 einige CDs veröffentlicht, darunter neue Alben, aber auch Nachpressungen. Die unter dem Kürzel UNCD veröffentlichten CDs sind ein weiteres Beispiel für die kostengünstige Produktion Egoldts. Die Alben kamen mit Einleger, also ohne Booklet, und als CD-R.
- UNCD 001: Gewaltige Lieder - Frankreich '98 (Kompilation, 1998)
- UNCD 002: Hauptkampflinie: Ein deutsches Lied in meinem Herzen (1998)
- UNCD 003: Arbeiterklasse: Made in Germany (1998)
- UNCD 005: Liberty 37: The Killing Blow (1998)
- UNCD 006: Sprengkommando: Sei bereit (1998)
- UNCD 007: Rebellen: Negativ (1998)
- UNCD 008: Radikahl: Der morgige Tag ist mein (1998)
- UNCD 009: Sturmbrigade: Ewige Treue (1998)
- UNCD 010: Wotan: Verbannt (1998)
- UNCD 011: Oi Dramz: Stets bereit (1998)
- UNCD 012: Märtyrer: Die Hölle kann warten (1998)
- UNCD 013: Panzerfaust: Herz des Reiches (2001)
- UNCD 014: Oithanasie: Was erwartest Du von mir? (2000)
- UNCD 015: Sturmbrigade: Kinder des Zorns (2000)
- UNCD 016: Die Separatisten: Propaganda (2000)
- UNCD 017: Red, White and Blue: Boots of Pride (2000)
- UNCD 018: Hauptkampflinie: Der unbekannte Soldat (2000, indiziert)
- UNCD 019: Volkstroi: Gehasst und verdammt (1999, indiziert)
- UNCD 020: Hauptkampflinie: Unternehmen Deutschland
- UNCD 021: Sturmbrigade: Sie starben fürs Vaterland
- UNCD 022: Kahlkopf: Freunde
- UNCD 023: Hauptkampflinie: Aufstand der Anständigen (2003)
- UNCD 024: Märtyrer: Frauen, Bier und Tätowieren
- UNCD 025: Pech und Schwefel: In Walhalla (2002)
- UNCD 026: Bollwerk: Die besten Jahre
- UNCD 027: Wir starben für Euch und Ihr… Und ihr wollt uns verraten? (Kompilation)
- UNCD 028: Zeckenwächter (Kompilation)
- UNCD 029: Hauptkampflinie: Bis aufs Blut (2004)
- UNCD 030: Liberty 37 / Rebel Hell: When Death Comes knocking (Split-CD)

### United Records
Das britische Sublabel veröffentlichte Alben der Band Skullhead.
- 1987: White Warrior (LP, SKULL 1)
- 1989: Odin’s Law (LP, SKULL 2)
- 1991: A Cry of Pain (LP, SKULL 3, indiziert)

### Victory Records
Victory Records hat nichts mit dem gleichnamigen Hardcore-Punk-Label zu tun. Es sollte zunächst den Eindruck erwecken, in Australien ansässig zu sein, wobei 1994 dann ein Album der Band Endstufe dort veröffentlicht wurde.
- 1992: Fortress: Seize the Day (CD, VICCD 1005, indiziert)
- 1994: Endstufe: Raritäten 1983 - 1994 (CD, VICCD 1006, indiziert)

### Walhalla Records
Ein weiteres CD-Label mit deutschen Bands, das nach der ersten Hausdurchsuchung gegründet wurde. Als Kürzel wurde WALCD verwendet, wobei manchmal als Print auch Steelbreaker Records verwendet wurde.
- WALCD 100: Freikorps: Immer und ewig (1993)
- WALCD 101: Nordlicht: A Way of Life (1995)
- WALCD 102: Hooligan Beat: Patriotic and Proud (1995)
- WALCD 103: Boots Brothers: Live ’95 (1995)
- WALCD 104: Arbeiterklasse: Arbeiterklasse (1996)
- WALCD 105: Holsteiner Jungs: Zurück auf den Straßen (1996)
- WALCD 106: Nordlicht: Solang das Blut… (1996)
- WALCD 107: Hauptkampflinie: Zwischen allen Fronten (1997)
- WALCD 108: Aussetzer: Nie wieder (1997)
- WALCD 109: Kai Freikorps: Nordmann (1997)
- WALCD 110: Holsteiner Jungs: Wir geben niemals auf (1997)
- WALCD 111: Arbeiterklasse: Made in Germany (1997)
- WALCD 112: Hooligan Beat: Backstreet Battalion (1997)
- WALCD 115: Holsteiner Jungs: Hass im Gesicht (1997)
- WALCD 116: Walhalla: Höllenmarsch (1998)
- WALCD 117: Nordlicht: Söhne der Germanen (1998)
- WALCD 118: Rufmord: Kein Vergessen (1998)
- WALCD 119: Frontsoldaten: Der Adler ist gelandet (1998)
- WALCD 120: Holsteiner Jungs: Flaschen und Fäuste (1998)
- WALCD 124: Nordlicht: Schlag dich durch (1999)
- WALCD 125: Rufmord: Jetzt erst recht (1999)
- WALCD 126: Rheinwacht: Du bist Deutscher (1999)
- WALCD 127: Holsteiner Jungs: Neue Lieder, Neuer Hass (1999)
- WALCD 128: Rheinwacht: Retter der Nation (1999)
- WALCD 130: Holsteiner Jungs: Polizeistaat 2000 (1999)
- WALCD 135: Holsteiner Jungs: Eine Prise Terror (2000)
- WALCD 136: Freikorps: Unser Sieg! (2001)

### White Power Records
Britisches Sublabel von 1987 bis 1991.
- WP 3: Skrewdriver: Voice of Britain (MLP, 1987)
- WP 4: Gods of War (Kompilation-LP, 1988)
- WP 7: Gods of War Vol. 2 (Kompilation-LP, 1989)
- WP 9: Nordland (Kompilation-LP, 1989)
- WP 10: Gods of War Vol. 3 (Kompilation-LP, 1990)
- WP 11: Squadron: Our Time Will Come (LP, 1990)
- WP 13: Gods of War Vol. 4 (Kompilation-LP, 1991)
- WP 14: Squadron: Take The Sword (LP, 1991)